# پتر وایس
پتر وایس (آلمانی: Peter Weiss؛ زاده ۸ نوامبر ۱۹۱۶ درگذشته ۱۰ مهٔ ۱۹۸۲) یک نمایش‌نامه‌نویس اهل آلمان بود.
وی همچنین برنده جوایزی همچون جایزه گئورگ بوشنر شده است.

## آثار
- مارا-ساد
- سرود آدمک  لوزیتانیایی (یا ترانه چوگان لوزیتانیایی)